# The Clash
The Clash è stato un gruppo musicale punk rock britannico. Attivi dal 1976 al 1986, furono uno dei gruppi più acclamati dalla critica del periodo. Furono formati principalmente da Joe Strummer (voce, chitarra ritmica), Mick Jones (chitarra solista, voce), Paul Simonon (basso, voce) e Nick "Topper" Headon (batteria, percussioni).
I Clash erano famosi per la varietà della loro musica (nel loro repertorio trovano posto reggae, dub, rap, rockabilly, ska e altri generi), per le loro esibizioni dal vivo particolarmente intense, per la sofisticatezza lirica e politica dei loro testi, che li distingueva dalla maggior parte dei loro colleghi appartenenti al movimento punk.
Ottennero successo di critica e di pubblico, soprattutto nel Regno Unito, con l'uscita del loro album di debutto The Clash (1977) e del loro secondo, Give 'Em Enough Rope (1978). Il loro terzo disco, London Calling, uscito nel dicembre del 1979, fece guadagnare loro popolarità anche negli Stati Uniti e, un decennio dopo, la rivista Rolling Stone lo nominò miglior album degli anni '80. La sperimentazione con nuovi generi musicali, iniziata con London Calling, continuò sul loro quarto album Sandinista! (1980). La band poi ottenne un ulteriore successo commerciale con l'uscita di Combat Rock (1982), che include la hit Rock the Casbah.
Nel 1982, il batterista Headon lasciò la band a causa di attriti interni legati alla sua crescente dipendenza dall'eroina, sostituito con il loro primissimo batterista, Terry Chimes. A settembre del 1983, Strummer e Simonon licenziarono Mick Jones perché, a loro dire "si era allontanato dall'idea originale dei Clash". Con una nuova formazione, i Clash pubblicarono il loro ultimo album Cut the Crap nel 1985, prima di sciogliersi poche settimane dopo.
Noti anche con l'appellativo di "The Only Band That Matters" (L'unico gruppo che conta), nel 2010 i Clash sono stati inseriti al ventottesimo posto nella classifica degli artisti immortali stilata dalla rivista Rolling Stone.

## Storia

### 1976 - Gli inizi
Prima della fondazione dei Clash, i futuri membri della band erano già attivi nella scena musicale londinese.
Joe Strummer, il cui vero nome era John Graham Mellor, era nato ad Ankara e proveniva da buona famiglia di diplomatici, a differenza degli altri membri del gruppo, che avevano origini proletarie. Nei primi anni settanta occupa una casa al numero 101 di Walterton Road a Maida Vale e fonda la sua prima band pub rock The 101ers, nel 1974. Mellor in seguito abbandonò il suo nome d'arte originale Woody Mellor in favore di Joe Strummer (lo “strimpellatore”), un riferimento alle sue rudimentali abilità di suonare l'ukulele quando era un musicista di strada, nella metropolitana di Londra.
Mick Jones (nato Michael Geoffrey Jones) già nei primi anni '70 aveva iniziato a suonare in una band glam-rock chiamata Delinquents. Nel 1975 si unì alla band proto-punk, London SS, con cui non suonò mai dal vivo ma registrò solo un demo. I London SS erano gestiti dal manager Bernard Rhodes, socio di Malcolm McLaren e amico dei membri dei Sex Pistols, di cui Mclaren era il manager. Dopo che i London SS si sciolsero, all'inizio del 1976, Rhodes continuò a essere il manager di Jones. A febbraio, Jones vide i Sex Pistols esibirsi per la prima volta e commentò: "Sapevi subito che era finita, e che da quel momento in poi sarebbe stato così. Era una nuova scena, nuovi valori, così diversi da quelli che erano accaduti prima. Un po' pericolosi". A marzo di quell'anno, spinto da Rhodes, Jones contattò Paul Simonon e gli suggerì di imparare a suonare uno strumento in modo da poter entrare nella nuova band che Jones stava organizzando, assieme al chitarrista Keith Levene.
La band era ancora alla ricerca di un cantante solista. Rhodes, Jones e Levene avevano visto Strummer esibirsi e ne erano rimasti colpiti. Il 3 aprile del 1976, quando i Sex Pistols aprirono per i suoi 101’ers al Nashville Rooms di Londra, Strummer ne rimase affascinato e disse: "Sapevo che stava succedendo qualcosa, quindi sono uscito tra la folla, che era piuttosto rada. E ho visto il futuro, proprio davanti a me. È stato subito chiaro [...] I Pistols sono usciti quel martedì sera e il loro atteggiamento era: 'ecco le nostre canzoni, e non ce ne potrebbe fregare di meno se vi piacciono o no. Infatti, le suoneremo anche se le odiate fottutamente".
Il 30 maggio 1976, Rhodes e Levene contattarono Strummer dopo un concerto dei 101ers e lo invitarono a incontrarsi nel luogo delle prove della band, in Davis Road. Rhodes diede a Strummer 48 ore per decidere se unirsi alla nuova band che avrebbe "rivaleggiato con i Pistols". Dopo 24 ore Strummer accettò. Paul Simonon in seguito disse: "Con Joe a bordo, tutto iniziò a prendere forma". Terry Chimes venne reclutato come batterista per la band.
Appena formati la band utilizzò diversi nomi: Weak Heartdrops, Psychotic Negatives e Outsiders. Paul Simonon, in seguito, dopo aver visto quante volte il nome ricorreva sulle pagine dell'Evening Standard pensò che il nome della band doveva essere The Clash: "Mi è venuto davvero in mente quando ho iniziato a leggere i giornali e una parola che continuava a ricorrere era la parola 'clash', quindi ho pensato 'the Clash, che ne dite?'."
Dopo meno di un mese di prove, i Clash fecero il loro debutto il 4 luglio 1976 al Black Swan di Sheffield, come band di supporto ai Sex Pistols. La performance si rivela un mezzo insuccesso. Rhodes insistette sul fatto che i Clash non si sarebbero più esibiti dal vivo finché non si fossero sentiti molto più uniti, così provarono intensamente il mese successivo. Il 13 agosto 1976, i Clash, indossando abiti "Jackson Pollock" macchiati di vernice, suonarono nel loro studio di Camden davanti a un piccolo pubblico, su invito, che includeva il critico della rivista Sounds, Giovanni Dadamo, la cui recensione descrisse la band come un "treno in fuga, così potenti, sono il primo nuovo gruppo ad arrivare che può davvero spaventare a morte i Sex Pistols". Il 29 agosto, i Clash e i Buzzcocks aprirono per i Sex Pistols al The Screen on the Green di Londra.
All'inizio di settembre, Keith Levene fu licenziato dai Clash. Secondo Strummer, il calo di interesse di Levene per la band era dovuto al suo uso di speed, cosa che chitarrista negò. Terry Chimes se ne andò a novembre, fu brevemente sostituito da Rob Harper durante l'Anarchy Tour di dicembre.
La band fece la sua prima esperienza in uno studio di registrazione fu con il produttore Guy Stevens, per registrare un demo con l'etichetta Polydor, nel mese di novembre del 1976. Il risultato, poco convincente venne quindi accantonato.
Nel gennaio del 1977, il punk era diventato un importante fenomeno mediatico nel Regno Unito; secondo il New Musical Express: "Il 1977 è l'anno dei Clash". Il 25 gennaio, la band firmò un contratto con la CBS Records per 100.000 sterline, una cifra notevole per una band che aveva suonato circa trenta concerti e pochissimi spettacoli da headliner.

### 1977 -The Clash
(NME interview)
Il gruppo era pronto per registrare il suo album di debutto. La maggior parte del disco venne concepita in un appartamento londinese affittato dalla nonna di Mick Jones, ad Harrow Road componendo brani come What's My Name (prima canzone del gruppo), 48 Hours e I'm So Bored with the U.S.A. Quest'ultimo, intitolato originariamente I'm So Bored with You, verrà modificato nel titolo quando Strummer, durante le prove in studio, cambiò la parola "You" in "USA", e di conseguenza anche il testo (che parlava di una storia sentimentale di Mick Jones) venne rivoluzionato, divenendo un attacco diretto al tentativo di "americanizzazione culturale" dell'Inghilterra.
L'album venne poi registrato allo Studio 3 della CBS, tra il mese di febbraio e quello di marzo del 1977. La registrazione venne realizzata da Simon Humphrey, un giovane tecnico del suono impiegato dell'etichetta, più abituato al pop che al punk rock. Il gruppo, diffidente nei confronti della casa discografica, affidò la produzione ad un loro conoscente, Mickey Foote, che lavorava come tecnico ai concerti della band. Terry Chimes fu richiamato per aggiungere le parti di batteria nella registrazione. Le sessioni durano 8-10 giorni, più tre giorni di mixaggio, per un costo di circa 4.000 sterline.
Il primo singolo della band, White Riot, venne pubblicato a marzo del 1977 e raggiunse il numero 34 nella UK Singles Chart.
L'album The Clash fu pubblicato l'8 aprile 1977 dalla CBS Records e raggiunse il numero 12 nella UK Albums Chart. I testi affrontavano temi come l'alienazione e la noia e criticavano l'establishment al potere e la polizia. Già da questo primo album, i Clash mostrarono la propria attitudine politico-sociale nelle loro tematiche: la condizione dei giovani proletari inglesi, il vuoto esistenziale e le sofferenze nelle quali erano costretti a vivere. I loro messaggi erano diretti e in fondo anche positivi nella loro rabbia, a differenza del nichilismo senza via di uscita espresso dai Pistols.
Il disco ottenne un successo considerevole nel Regno Unito ma la CBS, inizialmente, rifiutò di pubblicarlo negli USA, sostenendo che sarebbe stato commercialmente difficile da vendere, visto che il suono era troppo rozzo.
Terry Chimes, le cui aspirazioni di carriera avevano forse poco a che fare con l'etica punk, lasciò nuovamente la band poco dopo le registrazioni del disco ("Il fatto era che io volevo un tipo di vita e loro un altro e, quindi, perché lavorare insieme, se vogliamo cose completamente diverse?"). Di conseguenza, solo Simonon, Jones e Strummer furono presenti sulla foto di copertina dell'album. La foto, scattata da Kate Simon, venne realizzata nel vicolo di fronte alla sala prove della band, l'edificio Rehearsal Rehearsals, nei pressi del Camden Market.
La band si mise quindi alla ricerca di un nuovo batterista. Fu tramite Mick Jones, che Nicholas Bowen Headon, un batterista dalle influenze soul e jazz, venne a sapere della possibilità di fare un provino con i Clash.
(Topper Headon)
Come disse in seguito Strummer: "Abbiamo provato qualsiasi batterista che allora aveva un kit (di batteria, ndr). Tutti quelli che c'erano a Londra. Credo che ne avremo contati 205. Ed è per questo che eravamo persi finché non abbiamo trovato Topper Headon". Headon si unì al gruppo e Simonon lo soprannominò subito "Topper" perché secondo lui assomigliava a Mickey the Monkey, un personaggio del fumetto Topper. Headon che, oltre alla batteria, sapeva suonare anche il pianoforte, il basso e la chitarra, in un'intervista più di vent'anni dopo, disse che il suo piano originale era di restare per un breve periodo con la band: farsi un nome e poi passare a una situazione migliore. Rimase invece per gran parte della carriera con i Clash, fino alla fine del 1982.
A maggio del 1977, con la formazione ormai stabilizzata dopo l'arrivo di Headon, prese il via il "White Riot Tour". Il tour, con i Clash headliner e Buzzcocks, Jam, Subway Sect, The Slits come gruppi di supporto, oltre ad Inghilterra ed Irlanda, toccò anche Svezia, Francia e Germania.
In quello stesso mese la CBS decise, senza consultare la band, di pubblicare Remote Control come secondo singolo, cosa che fece infuriare il gruppo, che lo vedeva come uno dei brani più deboli dell'album. Sebbene i Clash inizialmente fossero molto orgogliosi del brano, lo rinnegarono rapidamente. In un'intervista rilasciata poche settimane prima alla rivista Melody Maker, la band confermò (o almeno così pensavano) che il singolo sarebbe stato Janie Jones.
Il 23 settembre del 1977 fu pubblicato il terzo singolo, Complete Control, prima registrazione di Headon con i Clash. La canzone prende ispirazione dal comportamento della CBS con il singolo precedente ed è un'aperta polemica contro le case discografiche, i manager e lo stato stesso della musica punk. Il singolo, prodotto da Lee "Scratch" Perry, raggiunse il numero 28 nella classifica del Regno Unito. Nel 2004, la rivista Rolling Stone lo ha classificato al 361° posto nella lista delle 500 migliori canzoni di tutti i tempi.
Nell'ottobre del 1977 i Clash intrapresero il tour "Out of Control" nel Regno Unito.
Tra il 1977 e il 1978, i membri dei Clash, ebbero alcuni problemi con la giustizia per alcuni reati minori. Il 10 giugno, Joe Strummer e Topper Headon, vennero multati di 5 sterline ciascuno, da un tribunale di Londra, per aver dipinto con lo spray il logo dei Clash su un muro di Camden Town. Il giorno dopo, i due, passarono la notte in prigione a Newcastle, non essendosi presentati in tribunale (il 21 maggio precedente) per rispondere di un'accusa relativa al furto di una federa all'Holiday Inn. Paul Simonon e Headon, nel marzo del 1978, fecero alcuni giorni di carcere per aver sparato a dei piccioni con un fucile ad aria compressa. L'8 luglio del 1978, Strummer e Simonon, vennero arrestati per ubriachezza molesta dopo un concerto all'Apollo di Glasgow; entrambi vennero multati.

### 1978 -Give 'Em Enough Rope
(The Clash - Safe European Home - Give 'Em Enough Rope)
Nel gennaio 1978 Jones e Strummer decidono di compiere un viaggio in Giamaica, per approfondire la conoscenza della cultura rasta: all'epoca il gruppo ascoltava molta musica reggae. Il viaggio, che li porta a toccare tutta la povertà e l'ostilità verso i bianchi presente nell'isola, porterà alla creazione di diversi brani nettamente influenzati dal reggae, tra i quali (White Man) in Hammersmith Palais e Safe European Home, quest'ultima composta al Pegasus Hotel di Kingston. Al rientro dalla Giamaica, Strummer contrarrà l'epatite, e dopo una lunga degenza, tornerà insieme al gruppo, che nel frattempo si troverà a dover far fronte alle sempre più pressanti richieste della CBS, che richiede al gruppo un suono più pulito per il lancio sul mercato statunitense.
Tra febbraio e giugno del 1978, i Classh pubblicarono due singoli: Clash City Rockers, prodotta da Mickey Foote e (White Man) In Hammersmith Palais. Quest'ultimo raggiunse il numero 32 nella classifica dei singoli del Regno Unito e votato singolo dell'anno nel sondaggio dei lettori della rivista NME del 1978.
Prima che i Clash iniziassero a registrare il loro secondo album, la CBS chiese loro di adottare un suono più pulito rispetto al suo predecessore per raggiungere il pubblico americano. Sandy Pearlman, noto per il suo lavoro con i Blue Öyster Cult, fu assunto per produrre il disco. Simonon in seguito disse: "Registrare quell'album è stata la situazione più noiosa di sempre. Era così pignolo, un tale contrasto con il primo album... ha rovinato ogni spontaneità".

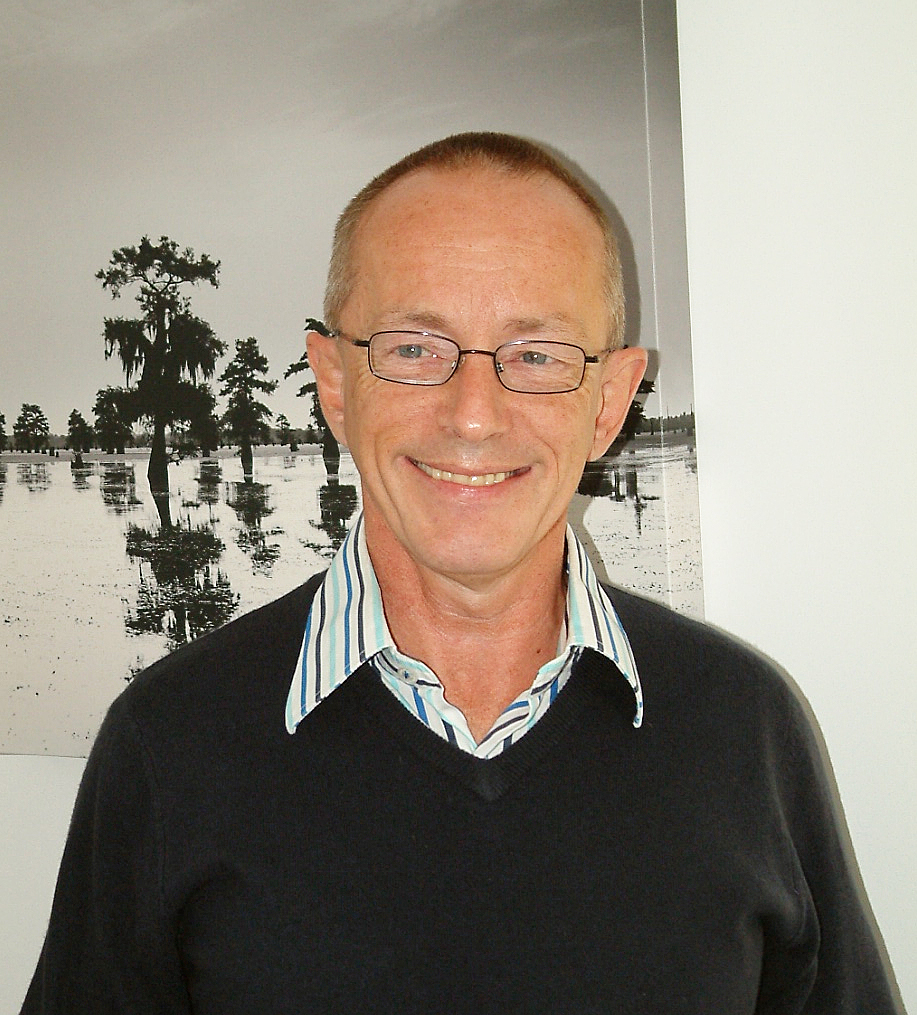
Topper Headon, il batterista della band per lungo periodo.

Nonostante le tensioni, le registrazioni del loro secondo album, Give 'Em Enough Rope, iniziano nell'aprile del 1978. Pearlman rimase impressionato dall'abilità e dalla precisione di Headon e lo soprannominò "The Human Drum Machine" ("la batteria elettronica umana"). Durante una session, Pearlman chiese a Topper di suonare la parte del rullante di Tommy Gun al contrario, cosa che riuscì a fare al secondo tentativo. Secondo il produttore era qualcosa di inconcepibile per qualsiasi batterista, un effetto che si sarebbe potuto ottenere solo con la tecnologia attuale.
Le registrazioni dell'album vennero momentaneamente interrotte, nel luglio del 1978, per il tour inglese "Out on Parole Tour", con gruppi di supporto come The Specials e Suicide.
Dopo le registrazioni, a New York, i rapporti con Bernie Rhodes si erano ormai deteriorati e, il 21 ottobre del 1978, i Clash licenziarono il manager, dicendo che la band e la casa discografica "lo trovavano difficile da gestire". Il rapporto con Rhodes fu caratterizzato da molta ammirazione ma anche da frequenti contrasti: la "gestione" del gruppo venne addirittura definita "stalinista" da Joe Strummer, a causa delle innumerevoli decisioni prese senza consultazione e delle pretese di controllo sui Clash. La giornalista del Melody Maker, Caroline Coon, prese il suo posto.
Give 'Em Enough Rope viene infine pubblicato nel novembre del 1978 e debutta al numero due classifica degli album del Regno Unito. Il disco ricevette però recensioni contrastanti sulla stampa musicale britannica, dove alcuni recensori si lamentarono del suo stile di produzione relativamente mainstream. I lettori di NME votarono Give 'Em Enough Rope il secondo miglior album del 1978 e i Clash furono votati come miglior gruppo nello stesso sondaggio di fine anno. Negli Stati Uniti, l'album raggiunse solo il numero 128 nella classifica di Billboard.
Tommy Gun, il primo singolo estratto dall'album, raggiunse il numero 19 nel Regno Unito, la posizione più alta in classifica per un singolo dei Clash fino ad oggi. Per accompagnare il singolo, la band produsse il suo primo video musicale ufficiale, in cui Joe Strummer indossa una maglietta con la scritta H Block a sostegno della campagna per lo status politico dei prigionieri repubblicani irlandesi.

### 1979 -London Calling
(Topper Headon)
Essendo Give 'Em Enough Rope il primo album dei Clash a essere pubblicato nel mercato statunitense, la band intraprese un tour nordamericano di promozione, all'inizio del 1979, insieme a Barry Scratchy Myers, che culminò con un'esibizione al Palladium di New York e che si rivelò un grande successo.
Nel febbraio del 1979, la band pubblicò English Civil War, secondo singolo dell'album, raggiungendo il numero 25 nella UK Singles Chart. Il brano, che metteva in guardia contro l'ascesa dell'estrema destra nel Regno Unito, presentava al lato B una cover di Pressure Drop, dei Toots and the Maytals, che mette in luce ancora una volta le influenze reggae del gruppo.
Nel mese di giugno del 1979, i Clash pubblicarono l'EP The Cost of Living, che include una cover di I Fought the Law di Bobby Fuller. Il disco raggiunse il 22º posto nella classifica del Regno Unito e la band intraprese un secondo tour negli Stati Uniti, con l'aggiunta di Mick Gallagher alle tastiere. La band decise anche di licenziare Caroline Coon come loro manager.
Il 26 luglio del 1979, l'album The Clash uscì anche negli Stati Uniti, un anno dopo Give 'Em Enough Rope, diventando così la loro seconda pubblicazione negli USA. Il disco venne pubblicato in una versione rielaborata (il brano I'm So Bored With The U.S.A. fu censurato), con quattro delle tracce originali sostituite da cinque singoli successivi, oltre ad una versione più recente di White Riot. La CBS aveva infatti deciso che l'album "non era adatto alle radio" americane, quindi inizialmente il disco era disponibile solo come album d'importazione, e come tale diventò l'album più venduto dell'anno, con oltre 100.000 copie.
Nell'agosto e nel settembre del 1979, i Clash registrarono il loro terzo album in studio, London Calling, ai Wessex Sound Studios di Londra in un periodo di cinque-sei settimane. Per la produzione dell'album i Clash si affidarono a Guy Stevens, noto per il grande talento nell'R&B.
(Mick Jones)
London Calling uscì nel dicembre 1979 e raggiunse il numero 9 nella classifica degli album britannica e il numero 27 negli Stati Uniti, dove uscì nel gennaio 1980. Il doppio album ricevette ampi consensi ed venne classificato all'ottavo posto nella lista dei 500 migliori album di tutti i tempi stilata dalla rivista Rolling Stone nel 2003 e sesto miglior album degli anni '70 dalla rivista NME.

Unendo un sound punk rock tradizionale e un'estetica new wave, il disco riflette il crescente interesse della band per una molteplicità di generi musicali che vanno oltre le loro radici punk, tra cui il reggae, il rockabilly, lo ska, l'R&B e il jazz. I temi dei testi hanno riferimenti politici e sociali: la disoccupazione, il conflitto razziale, i regimi, l'uso di droghe e le responsabilità nell'età adulta.Spanish Bombs, ad esempio, ricorda la questione del separatismo basco e la mette in parallelo con la guerra civile spagnola, che devastò la Spagna dal 1936 al 1939 e portò a una dittatura guidata dal generale nazionalista Francisco Franco; The Guns of Brixton (composta e cantata da Paul Simonon) tratta il tema della situazione incandescente del quartiere popolare londinese di Brixton che fu teatro di rivolte razziali nel 1981 e nel 1985; Clampdown riprende i temi già esplorati in Career Opportunities, ovvero l'impegno a non restare bloccati in un lavoro senza sbocchi e conformarsi ai superiori, ma riflette anche sugli stereotipi nazionalistici e sull'ascesa dei partiti di estrema destra come il National Front; Koka Kola è uno sguardo spietato sulla realtà statunitense; per finire, la title track, è invece una sorta di canzone apocalittica, che descrive nel dettaglio i molti modi in cui il mondo potrebbe finire, tra cui l'avvento dell'era glaciale, la carestia e la guerra: "the war is declared and battle come down" ("la guerra è decisa e inizia la battaglia"). È stata la canzone che ha meglio definito i Clash, noti per essersi ribellati all'establishment e per essersi scagliati contro l'ingiustizia.

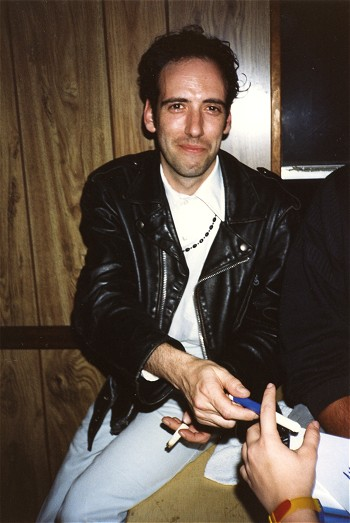
Mick Jones.

Il titolo dell'album, che originariamente doveva essere intitolato The Last Testament deriva da una frase utilizzata dalla stazione radio inglese BBC World Service ("This is London calling ..."), durante la Seconda Guerra Mondiale, nelle trasmissioni verso i paesi occupati. Per una generazione di britannici e anglofoni nell'Europa continentale, divenne l'affermazione che Londra, e di conseguenza lo stile di vita inglese, erano sopravvissuti a un altro giorno di azione nemica.
La foto di copertina, scattata da Pennie Smith, divenne una delle immagini più iconiche della musica e la rivista Q in seguito la citò come "la migliore fotografia rock 'n roll di tutti i tempi". Durante questo periodo, i Clash iniziarono a essere regolarmente pubblicizzati come "The Only Band That Matters" (L'unica band che conta).
Alla fine del 1979, i membri della band parteciparono a una proiezione privata di un nuovo film intitolato Rude Boy, diretto da Jack Hazan e David Mingay, che racconta la storia di un fan dei Clash che lascia il suo lavoro in un sex shop di Soho per diventare un roadie per il gruppo. Il film, che prende il nome dalla sottocultura dei rude boy, include filmati della band in tour (un concerto del London Rock Against Racism) e in studio durante la registrazione di Give 'Em Enough Rope. La band rimase delusa dal film, quindi fece realizzare dei badge con la scritta: "Non voglio il film RUDE BOY dei Clash". Il 27 febbraio 1980, il film fu presentato in anteprima al 30º Festival Internazionale del Cinema di Berlino, dove venne candidato all'Orso d'Oro e vinse una menzione d'onore.

### 1980 -Sandinista!
(Joe Strummer)
I Clash avevano pianificato di registrare e pubblicare un singolo al mese nel 1980. La CBS scartò questa idea e la band pubblicò solo un singolo nel mese di agosto, intitolato Bankrobber. Ad ottobre, la casa discografica statunitense, pubblicò un EP compilation di B-side chiamato Black Market Clash, che in seguito verrà ripubblicato in forma espansa come album completo.
Nel dicembre del 1980 i Clash fecero seguire, a London Calling, un album di 36 canzoni, intitolato Sandinista! Il disco, un triplo (in polemica con la CBS) in vendita al prezzo di un doppio, venne prodotto dai membri della band con l'ulteriore partecipazione di Mikey Dread. Sandinista! si rivelò controverso, sia politicamente che musicalmente. Il risultato, che rifletteva ancora una volta un'ampia gamma di stili musicali, fu un lavoro vario e ambizioso. Un’opera politica e militante fin dal titolo, che faceva riferimento al Fronte Sandinista di Liberazione Nazionale nicaraguense, il movimento rivoluzionario di ispirazione socialista democratica che, nel 1979, ebbe un ruolo chiave nel crollo del regime dittatoriale di Debayle.
La band continuò la sua sperimentazione nel reggae (Washington Bullets),  nel dub (The Equaliser) e in altri stili musicali, che comprendevano il jazz (Look Here), il rap rock (The Magnificent Seven, primo singolo rap eseguito da un gruppo bianco), il valzer (Rebel Waltz) e il collage sonoro di loop e sample vari (Mensforth Hill). Questa contaminazione di generi comunque deluse parte dei fan, che si trovarono confusi in quanto si aspettavano un album più chiaramente punk come i precedenti. L'album comunque vendette abbastanza bene, sia nel Regno Unito, dove raggiunse la posizione numero 19 in classifica, ma anche negli Stati Uniti, dove si classificò al numero 24.
A seguito della pubblicazione di Sandinista!, nel gennaio del 1981, Bernie Rhodes fu reintegrato come manager della band. Simonon e Strummer concordarono la cosa che generava dall'insoddisfazione nei riguardi della "noiosa" professionalità degli allora management dei Clash (Blackhill Enterprises), nel tentativo di ripristinare il "caos" e "l'energia anarchica" delle origini. Questa decisione però non venne accolta in modo positivo da Mick Jones, che si stava progressivamente allontanando dai suoi compagni di band.
Il singoli estratti dall'album, Hitsville UK e The Magnificent Seven, pubblicati nella prima metà del 1981, raggiunsero rispettivamente la posizione numero 56 e la numero 34 nella classifica dei singoli del Regno Unito. Poco dopo si imbarcarono nel loro primo tour mondiale, che comprendeva concerti in Asia orientale e in Australia, nonché una tappa prolungata a 17 concerti per due settimane a New York al Bond's International Casino.
Inizialmente furono previsti otto concerti al Bond's, dal 28 maggio al 3 giugno 1981, ma dopo il termine della prima esibizione alcuni ispettori del corpo dei vigili del fuoco ispezionarono l'edificio, dichiarando che la struttura non aveva le garanzie di sicurezza necessarie per ospitare più di 3200 persone, quindi la sera successiva si dovette impedire l'ingresso al circa 1500 persone. Il giorno seguente, l'edificio fu ufficialmente dichiarato soggetto a pericolo di incendi, e venne chiuso; in seguito alla chiusura si verificarono episodi di disordine pubblico in Times Square, ma infine venne trovata una soluzione: i Clash avrebbero tenuto altri quattordici concerti ad un pubblico ridotto, in modo da poter garantire lo spettacolo ad ogni possessore del biglietto. Successivamente il gruppo comprese che erano stati coinvolti in uno scontro tra gli organismi municipali e i club newyorkesi, anche se riuscirono a volgere la situazione a proprio vantaggio, infatti divennero la principale "notizia" per quasi tutte le stazioni radiotelevisive. I concerti lasciarono una grande impronta nel panorama musicale newyorchese:
(Rick Rubin, produttore discografico)
Il gruppo invitò sul palco del Bond's numerosi personaggi pubblici con cui si sentivano vicini culturalmente; Strummer invitò il portavoce del comitato di solidarietà del popolo salvadoregno per un discorso durante l'esecuzione di Washington Bullets e in seguito, il 10 giugno, il poeta beat Allen Ginsberg salì sul palco recitando una poesia intitolata Capital Air. Dei concerti venne poi pubblicato un album bootleg, The Clash at Bond's Casino.
Nel mese di giugno 1981 la band tornò a Londra, dove trovò una nuova sala prove, in Freston Road, all'interno di un edificio chiamato Ear Studios. Cominciarono a lavorare su nuove canzoni: Ghetto Defendant, Inoculated City, Know Your Rights, Straight to Hell e Should I Stay or Should I Go?; brani che avrebbero poi fatto parte dell'album successivo. Il gruppo registrò anche una canzone che poi rimase inedita, Midnight to Stevens, dedicata al produttore Guy Stevens, morto il 29 agosto del 1981, all'età di 38 anni, per un'overdose causata da un'eccessiva assunzione di un medicinale prescrittogli per ridurre la sua dipendenza dall'alcol; i Clash rimasero profondamente scossi dall'accaduto.
Il 24 settembre, iniziarono il primo dei sette concerti serali previsti al Théatre Mogador di Parigi, concerti che ricevettero un'accoglienza tumultuosa. In questo periodo, per Topper Headon, cominciarono a emergere i primi seri problemi all'interno del gruppo, visto che il suo uso occasionale di droghe era ormai diventato un'abitudine. Il suo consumo di eroina e cocaina era aumentato notevolmente e arrivò a costargli cento sterline al giorno, compromettendo la sua salute.
In seguito il gruppo decise di proseguire le registrazioni del nuovo materiale negli Stati Uniti. Al loro arrivo a New York, a metà novembre, cominciarono le session all'Electric Lady Studios, con il fonico Jeremy Green e con Tymon Dogg. Il gruppo cominciò a scrivere anche altre canzoni e Topper Headon iniziò a lavorare al piano sull'apertura strumentale di Rock the Casbah, uno tra i pochi brani del gruppo nel quale il batterista figura in un ruolo di primo piano. Digby Cleaver, assistente del gruppo dell'epoca, riguardo alla composizione del brano, in seguito disse:
(Digby Cleaver)
Durante le registrazioni, la band, invitò diverse personalità pubbliche in studio. Il poeta Allen Ginsberg, sollecitato da Strummer, prese parte ad una session di Ghetto Defendant, aggiungendo una parte parlata sovrapposta a quella cantata. I Clash registrarono molto materiale, che a differenza dell'album precedente, Sandinista!, dove prevaleva una netta commistione di stili musicali, presentava un'omogeneità maggiore, con interventi da parte di ogni membro del gruppo. Le canzoni presentavano tutte caratteristiche comuni anche nei testi, con una forte prevalenza di temi come la decadenza morale degli Stati Uniti e la guerra in Vietnam. Sean Flynn, un brano prettamente strumentale, derivava il proprio nome dal figlio dell'attore Errol Flynn, che partecipò al conflitto in Vietnam.
Nel giorno di capodanno del 1981, alla fine delle session di registrazione newyorchesi, i Clash scrissero e registrarono Straight to Hell. Nella canzone, la visione antimilitaristica di Strummer, raggiunse i suoi massimi. Digby Cleaver, assistente del gruppo, racconta così la creazione del brano:
(Digby Cleaver)
Dal punto di vista del testo, Straight to Hell è un tour del mondo, che tocca Gran Bretagna, America, Vietnam e Sud America, e lancia uno sguardo annoiato e caustico a tutti questi paesi prima di riassumere nel verso finale che i temi trattati nel testo (povertà, miseria, disaffezione) possono essere applicati ovunque e sono presenti in qualsiasi paese del mondo ("Potrebbe essere ovunque, molto probabilmente potrebbe essere qualsiasi frontiera, qualsiasi emisfero, terra di nessuno e qui non c'è asilo, Re Salomone non ha mai vissuto da queste parti").

Strummer descrisse così la registrazione:
(Joe Strummer)
Dopo aver terminato le sessioni di registrazione a New York, nel dicembre del 1981, la band tornò a Londra, per ascoltare il materiale che avevano registrato.

### 1982 -Combat Rock
Tra gennaio e marzo del 1982, i Clash intrapresero un tour di sei settimane in Giappone, Australia, Nuova Zelanda, Hong Kong e Thailandia. A Bangkok, su alcune rotaie abbandonate, la fotografa Pennie Smith realizzò, nel marzo 1982, la foto di copertina per l'album, che avevano ormai quasi completato e che si sarebbe intitolato Combat Rock.
A Londra, i Clash cominciarono a lavorare sui missaggi e sulla lunghezza dei 18 brani registrati a New York, abbastanza materiale da farne un album doppio. Jones propose un doppio album, mentre gli altri membri della band erano invece per un singolo. Questa disputa interna creò tensione all'interno del gruppo, in particolare con Jones, che aveva mixato la prima versione e che non era stata approvata da Strummer.
Il manager Bernie Rhodes suggerì di assumere il produttore Glyn Johns, che aveva lavorato con innumerevoli gruppi (tra cui anche con i Beatles)  per remixare l'album. L'editing ebbe luogo nello studio di Johns, a Warnham, nel West Sussex, dove il produttore, assieme a Strummer, Jones e a un Mick Jones molto riluttante, rielaborarono ogni canzone in tre giorni. L'album fu portato da 77 a 46 minuti, riducendo la lunghezza delle singole canzoni, rimuovendo le introduzioni e le code strumentali. Inoltre, il trio decise di omettere completamente diverse canzoni, riducendo il conteggio finale delle tracce a 12: brani come The Beautiful People Are Ugly Too, Kill Time e Walk Evil Talk (che in seguito sarebbero apparsi su bootleg), o anche First Night Back in London e Cool Confusion (per futuri lati B di singoli).
Il primo singolo, Know Your Rights, fu pubblicato il 23 aprile del1982, tre settimane prima dell'uscita dell'album.
Combat Rock venne pubblicato il 14 maggio 1982. Nel Regno Unito l'album si debuttò al numero 2 nella UK Albums Chart, rimanendo per 23 settimane in classifica. Negli Stati Uniti raggiunse il numero 7 della classifica Billboard, rimanendoci per 61 settimane. Come già fatto per Sandinista!, anche per Combat Rock venne scelto il numero di catalogo FMLN2, l'abbreviazione del partito politico di El Salvador, Frente Farabundo Martí para la Liberación Nacional (FMLN).
L'album mostra i Clash riaffermare i propri valori fondamentali, politici e sociali, evocando un clima di fatalismo e disperazione che spaziava dalla Gran Bretagna in coda per il sussidio di disoccupazione, fino al Vietnam, un mix di rabbia ferita e compassione per le vittime della guerra, dell'oppressione e della stupidità umana.
Il secondo singolo estratto dall'album fu Rock the Casbah, pubblicata l'11 giugno del 1982. Raggiunse l'ottava posizione nella classifica Billboard Hot 100 negli Stati Uniti, unico singolo del Clash a raggiungere la top 10 in quel paese. Scritta da Topper Headon, che ne curò anche il testo originale, prima che Strummer decise di modificarlo con un contenuto diverso. Il primo verso del testo riscritto da Strummer ha una genesi specifica: il manager Bernie Rhodes, frustrato nelle prime registrazioni di Combat Rock e dal fatto che ogni traccia finisse per essere molto lunga, durante una session urlò, "Deve essere tutto lungo come il raga?!". Strummer raccontò poi alla rivista Rolling Stone, nel 2002: "Sono tornato in hotel quella sera e ho scritto a macchina, 'Il Re ha detto ai boogie men dovete ottenere quel raga drop'".
Il terzo ed ultimo brano estratto dall'album, Should I Stay or Should I Go, venne pubblicato nell'estate del 1982 come doppio singolo, assieme a "Straight to Hell, ottenendo modesti risultati nelle classifiche musicali mondiali. Negli Stati Uniti entrò nella classifica Billboard Hot 100, ma senza raggiungere la top 40. In seguito, il brano, divenne una delle canzoni più popolari dei Clash. In fase di registrazione del cantato venne utilizzata una tecnica insolita, con il testo in spagnolo che fa da eco alle parole in inglese. A cantare le parti in spagnolo, insieme a Strummer, venne chiamato Joe Ely, un cantante texano il cui album, Honky Tonk Masquerade, aveva attirato l'attenzione dei Clash. Per quanto riguarda il testo del brano, scritto da Mick Jones, l'autore si rifiutò di darne un significato specifico: "Should I Stay Or Should I Go? non parlava di niente in particolare e non anticipava il mio abbandono dei Clash. Era solo una bella canzone rock, il nostro tentativo di scrivere un classico".

### 1982/1986 - Tensioni e scioglimento
(Joe Strummer)
Dopo l'uscita di Combat Rock, i Clash iniziarono un processo che li portò a disintegrarsi come band. Nel maggio del 1982, a Headon fu chiesto di lasciare la band perché la sua dipendenza dall'eroina causava al gruppo problemi di affidabilità, rendendo difficile, ad esempio, lo svolgimento dei concerti. Topper Headon, anni dopo, disse riguardo alla propria condizione e agli avvenimenti di quel periodo:
(Topper Headon)
Terry Chimes venne richiamato per suonare nei concerti dei mesi successivi, per poi lasciare la band dopo il Combat Rock Tour, sostituito da Pete Howard, nel maggio del 1983, che si esibì con la formazione originale in diverse date americane. Strummer, Jones e Simonon portarono a termine il tour americano e il loro ultimo spettacolo insieme avvenne allo US Festival di San Bernardino, il 28 maggio 1983, di fronte a una folla di 140.000 persone (il più grande pubblico mai avuto dai Clash), in quella che poi sarà l'ultima apparizione di Mick Jones con la band.
(Joe Strummer, 2001)
Nel settembre del 1983, non molto tempo dopo l'inizio delle prove per il nuovo album, Strummer e Simonon estromisero Jones dal gruppo, per cause legate al suo comportamento problematico e alle divergenze musicali. Paul Simonon, in seguito, spiegò così l'accaduto:
(Paul Simonon)
Sulla fine del rapporto ebbe un enorme peso la figura di Bernie Rhodes, che voleva convincere Joe Strummer ad estromettere i componenti della band. In seguito, Mick Jones, accuserà Rhodes di aver manipolato i componenti della band.
(Mick Jones)
I chitarristi Nick Sheppard, ex membro dei The Cortinas, e Greg White vennero scelti per rimpiazzare Jones dopo la sua estromissione del gruppo. White prese lo pseudonimo di Vince, dopo che Simonon disse che avrebbe preferito smettere piuttosto che suonare in una band con qualcuno di nome Greg.
La nuova formazione tenne i suoi primi concerti nel gennaio del 1984, nell'autofinanziato Out of Control Tour, fino all'inizio dell'estate di quell'anno. La band si esibì anche in uno spettacolo di beneficenza per i minatori in sciopero (lo Scargill's Christmas Party), nel mese di dicembre, in cui Strummer annunciò che il gruppo aveva un nuovo album pronto e che lo avrebbe pubblicato all'inizio del nuovo anno.
Strummer e Rhodes scrissero insieme la maggior parte delle canzoni del nuovo disco e Rhodes si occupò anche degli arrangiamenti e del mix finale. Durante le session di registrazione, che si tennero prevalentemente in uno studio di Monaco di Baviera, Rhodes e Strummer si scontrarono per il controllo della scrittura dei testi e della direzione musicale della band, anche a causa dell'utilizzo di strumentazione insolita per i Clash, quali sintetizzatori e drum machine. Alcune canzoni, già eseguite durante l'ultimo tour, come Jericho, Glue Zombie, (In the) Pouring Rain, vennero registrate ma non furono poi pubblicate. Inevitabilmente, Strummer e Rhodes arrivarono ben presto ai ferri corti. Il manager prese i master delle session di Monaco e scomparve. Incastrato nel suo nuovo contratto, Strummer non aveva il potere di fermarlo e arrivò al punto di rintracciare Mick Jones alle Bahamas e supplicarlo di rientrare nei Clash, cosa che non avvenne.
Il 4 novembre del 1985, i Clash pubblicarono l'album Cut the Crap. Rhodes scelse il titolo dell'album prendendo spunto da una battuta del film post-apocalittico Mad Max 2 del 1981, quando Max Rockatansky, il personaggio interpretato da Mel Gibson, insiste per guidare la petroliera da cui dipende la sopravvivenza dei coloni: "Come on, cut the crap. I'm the best chance you've got" (Dai, piantala con le cazzate. Sono la migliore possibilità che hai). L'album fu uno dei più disastrosi mai pubblicati e un fallimento completo sia artisticamente che commercialmente. Per uscire dalla depressione, nel maggio del 1985, la band intraprese un "tour di strada" nel nord dell'Inghilterra.
Il 30 settembre del 1985, i Clash pubblicarono This Is England. Prodotto da Bernard Rhodes e co-scritto da Strummer e Rhodes, fu l'ultimo singolo della band. Scritta alla fine del 1983, la canzone parla dello stato dell'Inghilterra in quel periodo, durante i primi anni dell'amministrazione di Margaret Thatcher, affrontando temi come la violenza nei centri urbani, l'alienazione cittadina, l'alto tasso di disoccupazione, il razzismo, il nazionalismo derivante della guerra delle Falkland e la corruzione della polizia. Il testo è considerato tra i più riusciti di Strummer, che considerava il brano la sua "ultima grande canzone dei Clash", oscurato però dall'accoglienza negativa di Cut the Crap, che in seguito venne rinnegato dallo stesso Strummer.
Nell'estate del 1985, i Clash si esibirono tre festival europei, mentre un tour europeo, previsto per l'autunno successivo, venne annullato aumentando le voci su un possibile scioglimento della band.
Nel gennaio del 1986 venne annunciato lo scioglimento ufficiale dei Clash. Strummer in seguito disse: "Quando i Clash crollarono, eravamo stanchi. C'era stata molta intensa attività in cinque anni. In secondo luogo, sentivo che avevamo esaurito la benzina delle idee. E in terzo luogo, volevo stare zitto e lasciare che qualcun altro ci provasse". Subito dopo, Strummer andò a trovare Jones alle Bahamas, dove stava lavorando con Tina Weymouth dei Talking Heads. Le scuse di Strummer furono accettate e le difficoltà personali furono quindi risolte.
Nel corso del 1986, Rhodes e Simonon, l'unico componente originale del gruppo rimasto, tentarono di rimettere insieme i Clash con una nuova formazione. I due effettuarono infatti diversi provini per reclutare nuovi componenti, ma l'idea venne poco dopo abbandonata.
(Joe Strummer)
(Paul Simonon)
(Topper Headon)
(Mick Jones)

## Le carriere soliste post-Clash

### Joe Strummer

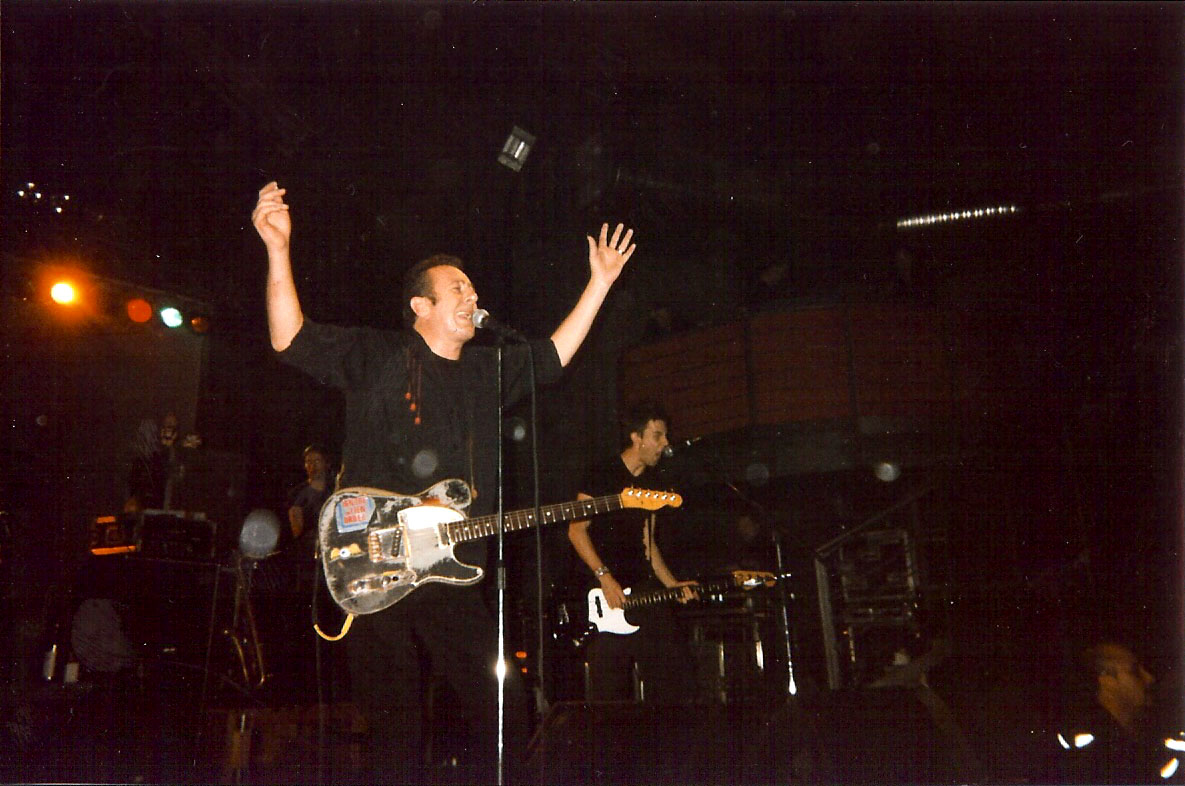
Joe Strummer in concerto a Milano nel 1999 con i Mescaleros

Nel 1986, subito dopo lo scioglimento dei Clash, Strummer partecipa alla realizzazione di No. 10, Upping St., secondo album dei Big Audio Dynamite, il gruppo fondato da Mick Jones in seguito alla sua esclusione dalla band. Strummer scrive insieme a Jones sette canzoni, e co-produce l'album.
Negli anni successivi Strummer si dedica soprattutto al cinema, sia come autore di colonne sonore, sia come attore, in una serie di pellicole a produzione indipendente, come Diritti all'inferno di Alex Cox nel 1987 e Mystery Train - Martedì notte a Memphis di Jim Jarmusch nel 1989. In entrambi i campi Strummer non avrà fortuna. Di rilievo in questo periodo Walker, la colonna sonora del film uscito in Italia con il titolo Walker - Una storia vera, pubblicata nel 1987 e primo album accreditato esclusivamente a Strummer.
Nel 1989 esce il suo primo disco da solista in studio: Earthquake Weather, un omaggio al rockabilly che si distanzia molto dallo "stile Clash" e che, soprattutto per questa ragione, viene largamente ignorato da pubblico e critica.
Tra il 1991 e il 1992 accompagna in tour la band irlandese Pogues (alla quale è legato da profonda amicizia), eseguendo anche alcuni noti brani dei Clash quali London calling e I Fought the Law.
Strummer recitò in alcuni film, registrò colonne sonore (da notare Love Kills per il film Sid & Nancy), si dedicò alla produzione di altri artisti e sperimentò con diversi gruppi di supporto ottenendo un successo limitato. Nel 1991/92 Strummer si unì ai The Pogues, dopo l'abbandono del frontman Shane MacGowan, per una serie di concerti in Europa. Infine, nella seconda metà degli anni novanta, Strummer riunì dei musicisti di grido in una band di supporto che chiamò The Mescaleros. Strummer firmò un contratto con l'etichetta punk californiana Hellcat Records, e pubblicò un notevole album, scritto assieme ad Antony Genn, intitolato Rock Art and the X-Ray Style (1999). Seguì un tour in Inghilterra e Nord America, nel quale vennero eseguite diverse delle canzoni preferite dai fan dei Clash. Genn lasciò i Mescaleros nel mezzo delle sessioni di registrazione del secondo album, Global a Go-Go (edito nel 2001), nel quale compare anche il violinista e chitarrista Tymon Dogg, già collaboratore dei Clash, nonché vecchio amico di Joe. Dopo la pubblicazione di Global a Go-Go, Joe Strummer e i Mescaleros suonarono in un tour di 21 date in Nord America, Gran Bretagna e Irlanda. Ancora una volta, questi concerti presentavano materiale dei Clash (London Calling, Rudie Can't Fail), così come cover di classici del reggae e ska (The Harder They Come, A Message to you, Rudie) e si chiudevano regolarmente con un ammiccamento ai Ramones di Blitzkrieg Bop. A dicembre del 2002 Joe Strummer morì improvvisamente per un attacco di cuore, all'età di cinquant'anni. L'album dei Mescaleros su cui stava lavorando, Streetcore, che conteneva anche la reinterpretazione di Redemption Song di Bob Marley venne pubblicato postumo nel 2003, accolto dai favori della critica.
Fu lo stesso Marley il primo a omaggiare la band di Strummer quando nel 1977 incluse i Clash nel testo della sua Punky Reggae Party, in cui rivolge a tutti un invito a recarsi a questo fantomatico, imperdibile party in cui suoneranno fra gli altri, oltre ovviamente agli stessi Wailers, anche i Damned e per l'appunto i Clash.

### Mick Jones
Dopo la sua controversa espulsione dal gruppo nel 1983, forma nel 1984 i B.A.D. insieme a Don Letts, gruppo con il quale è stato in attività fino al 1995. Della nuova band è rimasto abbastanza famoso l'insolito brano dance/rock E=MC2 che ebbe discreta fortuna. Più di recente insieme a Tony James ha formato la band Carbon/Silicon, e si è anche dedicato alla carriera di produttore discografico.

### Paul Simonon

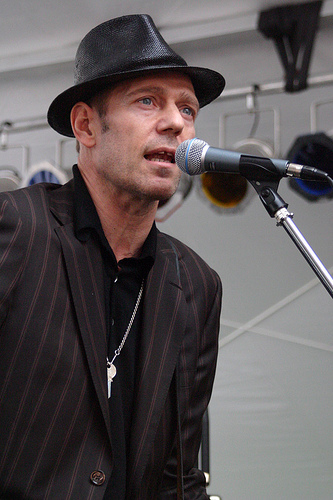
Paul Simonon dal vivo nel 2007

Successivamente allo scioglimento dei Clash si unì a un gruppo chiamato Havana 3 a.m., che registrò un solo album in Giappone e sparì rapidamente. Simonon tornò quindi alle sue origini di artista visuale, presentando diverse performance in gallerie d'arte e contribuendo alla copertina del terzo album dei BAD di Mick Jones che per coincidenza venne co-prodotto da Joe Strummer. La riluttanza di Simonon a tornare a suonare è stata ampiamente citata come motivo per cui i Clash furono uno dei pochi gruppi punk britannici degli anni settanta che non si riunirono per approfittare della nostalgia del punk che si diffuse negli anni novanta. Comunque Mick Jones dichiarò alla stampa che, all'epoca della morte di Strummer, i quattro stavano considerando seriamente di riunirsi per un tour e che esistevano buone probabilità di riuscita dell'operazione. Attualmente fa parte insieme a Damon Albarn (Blur, Gorillaz) dei The Good, the Bad and the Queen, con i quali ha pubblicato l'album di debutto omonimo nel 2007.

### Topper Headon
Dopo essere stato estromesso dalla band successivamente alla pubblicazione di Combat Rock si trascinò senza meta con la dipendenza da eroina. Pubblicò comunque un album solista, Waking Up (1986), dal sapore jazz. Formò un gruppo jazz che ebbe breve vita. Dopo le riprese del documentario retrospettivo sui Clash di Don Letts, intitolato Westway to the World ed una successiva consegna a Strummer, Jones, Simonon e Headon di un Lifetime Achievement British Music Award, Headon scomparve dal mondo della musica. Va notato che il suo contributo ai Clash non fu per nulla limitato al suonare la batteria. Headon compose anche le parti di piano di Rock The Casbah. Attualmente si è disintossicato e continua a esibirsi dal vivo, facendo anche il tassista a Brighton. Fu in uno di questi concerti che apprese della morte di Strummer. Nel 2003 dichiarò che si sarebbe esibito in alcuni concerti di tributo a Joe.
Nel 2003 i Clash sono stati ammessi alla Rock and Roll Hall of Fame a New York, dove avrebbero dovuto riunirsi in concerto; concerto sfumato dopo la morte di Strummer.

## Stile musicale
Inizialmente autori di un punk rock monolitico e nichilista ispirato al rock and roll e al garage rock come era consueto nella prima ondata punk (formula che caratterizzò i primi due album The Clash del 1977 e Give 'Em Enough Rope del 1978), i Clash cambiarono rotta con il seguente London Calling (1979), sempre ispirato al rock and roll ma più melodico e destinato a rivelare le numerose ed eterogenee influenze che poi caratterizzeranno il loro modus operandi. Riferendosi a London Calling, caratterizzato da influenze, reggae, funky, rockabilly e r&b, il critico musicale Tom Moon riportò nel suo libro 1000 Recordings to Hear Before You Die:
 Questo eclettismo si ripeterà con più forza nel seguente Sandinista (1980), le cui trentasei tracce presentano sonorità più sperimentali (evidenti soprattutto nel terzo e ultimo disco dell'album) e arrangiamenti elettronici, nonché in Combat Rock (1982), ispirato alla musica da ballo e a quella etnica. Gli stili e correnti a cui vengono ricondotti i Clash sono svariate varianti del punk rock, quali il british punk, il dance punk, il post-punk e la new wave. A loro sono inoltre riconosciute influenze dub e ska.

## I temi
(Pete Townshend)

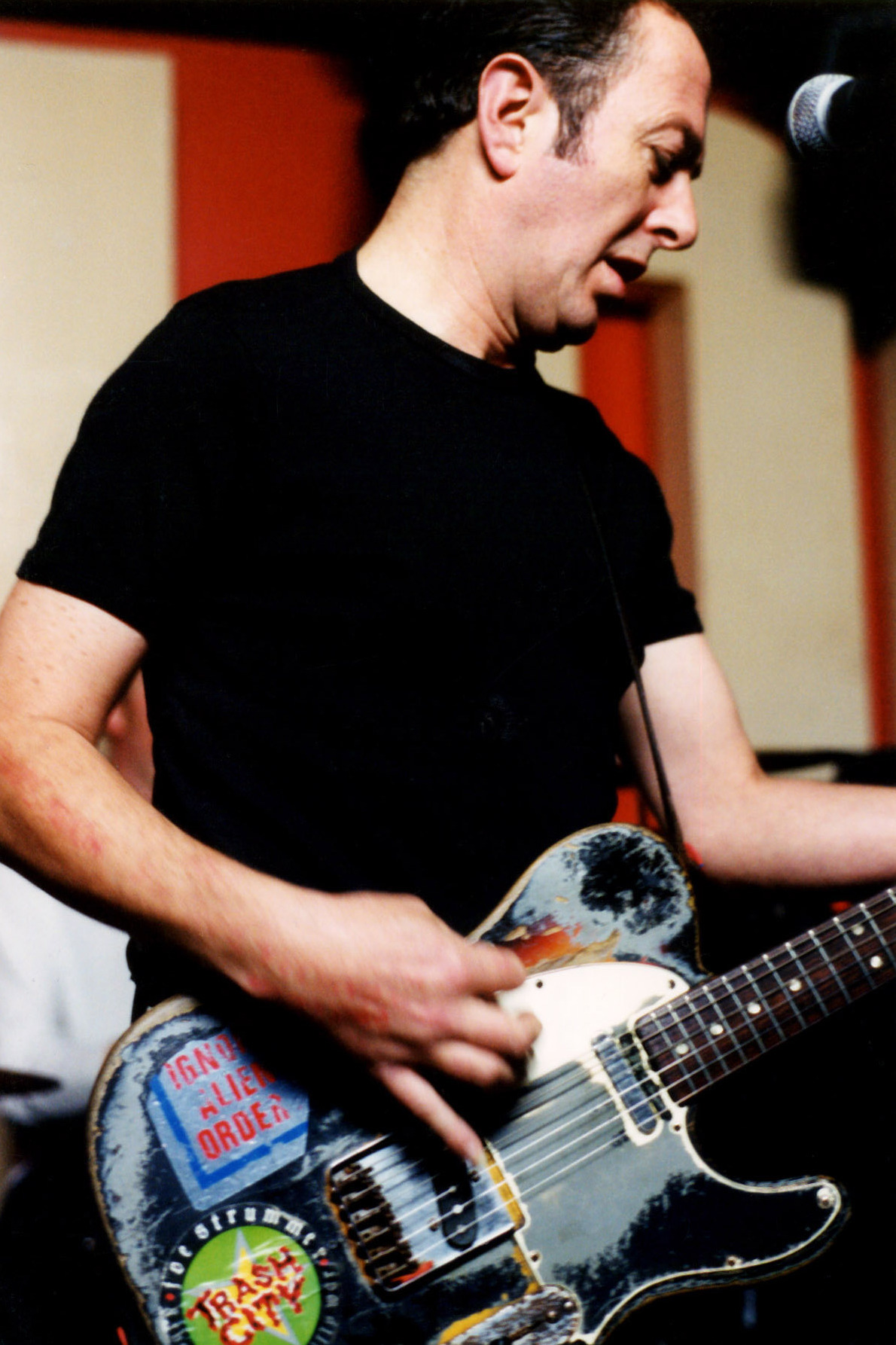
Joe Strummer dal vivo.

I Clash condividevano con il movimento punk le critiche al sistema e alla monarchia e borghesia inglese. Rifiutavano però le tendenze nichiliste di alcuni colleghi, come per esempio i Sex Pistols. Trovarono invece la solidarietà di diversi movimenti di liberazione attivi all'epoca. Le loro idee politiche erano espresse nei loro testi, nelle prime canzoni come White Riot, che incoraggiava i giovani bianchi scontenti a diventare attivi politicamente seguendo le orme della popolazione nera, Career Opportunities, che esprimeva il malcontento circa la carenza di posti di lavoro nel Regno Unito, e London's Burning, espressione della rabbia punk, ma allo stesso tempo estremamente analitica. Di fatto sono tra i primi gruppi ad utilizzare lo strumento musicale a fini manifestamente politici espressi però sempre in forma concreta (appoggio o critica a sistemi, a paesi o a semplici comportamenti).
In un caso, il 30 aprile 1978, a un concerto di Rock Against Racism, organizzato dalla Anti-Nazi League, cui parteciparono oltre 80 000 persone, Joe Strummer indossò una controversa t-shirt su cui apparivano le parole "Brigade Rosse" con al centro l'emblema e la sigla della Rote Armee Fraktion. Egli disse in seguito che indossò la maglietta non per appoggiare le fazioni terroristiche di estrema sinistra in Italia e Germania, ma piuttosto per portare all'attenzione la loro esistenza. È significativo che proprio quel giorno i Clash suonarono la canzone Tommy Gun, canzone che richiama la banda Baader-Meinhof puntando l'attenzione su simili fenomeni e condannando la violenza, pur non senza qualche ambiguità.
Il gruppo offrì supporto al movimento Sandinista e ad altri movimenti marxisti dell'America Latina (da cui il titolo del loro album del 1980, Sandinista!). Nel dicembre 1979, all'epoca dell'uscita del loro album London Calling, i Clash (come i Dead Kennedys negli USA) stavano cercando di fare quadrare il cerchio, mantenendo la loro energia punk mentre sviluppavano sempre più il loro essere musicisti. Erano in particolare timorosi della loro fama crescente: accolsero sempre i fan nei camerini dopo i concerti, mostrando un genuino interesse nella relazione con essi.
I Clash sono generalmente accreditati per avere fondato le radici del punk rock nella protesta comunista, ed erano noti per molti come i "rivoltosi dell'uomo pensante" per la loro visione politicamente astuta del mondo. Va notato che non furono mai completamente spinti dal denaro. Anche all'apice del successo, i biglietti dei concerti e i prezzi dei souvenir erano ragionevoli. Similarmente il gruppo accettò delle royalty più basse per Sandinista! allo scopo di assicurarsi che l'album (triplo) venisse venduto allo stesso prezzo di un doppio LP. È noto che i membri dei Clash non hanno mai guadagnato grosse cifre, specie se paragonati a gruppi al loro livello. Si sa infatti che Joe Strummer al momento della sua morte ha lasciato alla moglie meno di un milione di sterline.
(Joe Strummer)

## Eredità artistica e popolarità
Il livello di celebrità dei Clash all'inizio degli anni ottanta era alle stelle. Di fatto, avevano impresso al punk rock ed a tutto il rock in generale una svolta che sarebbe rimasta nella storia. Appare quindi ovvio che la band londinese ebbe una straordinaria influenza su tutto il mondo della musica, sia sui gruppi pop e rock i cui membri sono cresciuti ascoltando le canzoni di Joe Strummer e compagni, sia ovviamente all'interno del mondo punk rock. All'interno del primo gruppo troviamo band molto famose in tutto il mondo come gli U2, Duran Duran, R.E.M., Nirvana, Stone Roses, The Cure, Pearl Jam (in particolare il cantante Eddie Vedder e il bassista Jeff Ament), nonché i recenti Green Day, Muse, Franz Ferdinand e Arctic Monkeys.
Dall'altra parte, essendo i Clash tra i fondatori del movimento punk rock, si può dire che hanno influenzato più o meno tutte le produzioni musicali successive, anche se non c'è dubbio che hanno avuto un ruolo ancor più decisivo nella successiva genesi sia del punk pop e del punk rock (e quindi nelle band che, più o meno, appartengono a questi sottogeneri come, per esempio, Buzzcocks, Bad Religion, NOFX) sia nelle contaminazioni ska punk (Operation Ivy, Less Than Jake, Rancid). Questa ultima band in particolare non fa mistero di imitare i Clash il più possibile: hanno infatti due cantanti (Tim Armstrong e Lars Frederiksen) come i Clash avevano Strummer e Jones, un grande uso del basso con Matt Freeman come era con Paul Simonon e fanno abbondantemente ricorso a ritmi caraibici e pop. I Cypress Hill per la loro "What's Your Number" si sono basati sulla canzone "Guns of Brixton" dei Clash. Fortemente influenzati dai Clash sono stati anche gli statunitensi Rage Against the Machine, che hanno incluso nei ringraziamenti del loro primo CD omonimo il nome di Joe Strummer.
Alcune delle produzioni dei Clash furono inserite nelle classifiche dei 500 migliori album e delle cinquecento migliori canzoni di Rolling Stone.
Album
- London Calling: numero 16[155]
- The Clash: numero 102[155]
- Sandinista!: numero 323[155]

Brani
- London Calling: numero 15[156]
- Should I Stay or Should I Go: numero 228[157]
- Train in Vain: numero 298[158]
- Complete Control: numero 371[159]
- (White Man) in Hammersmith Palais: numero 437[160]

## Formazione
Ultima formazione
- Joe Strummer – voce, chitarra elettrica (1976–1986)
- Nick Sheppard – chitarra elettrica (1983–1986)
- Vince White – chitarra elettrica (1983–1986)
- Paul Simonon – basso, cori (1976–1986)
- Pete Howard – batteria (1983–1986)

### Ex componenti
- Mick Jones – chitarre, voce (1976–1983)
- Keith Levene – chitarra elettrica (1976)
- Rob Harper – batteria (1976–1977)
- Terry Chimes – batteria (1976, 1977, 1982–1983)
- Topper Headon – batteria, percussioni (1977–1982)

### Timeline componenti
Altre persone che hanno contribuito, anche musicalmente, alla storia dei Clash:
- Mickey Foote – tecnico del suono. Inizialmente fu il tecnico del suono del gruppo formato da Joe Strummer precedentemente ai Clash, gli 101'ers; in seguito collaborò con i Clash a realizzare il loro primo album, nel 1977, dove è accreditato come produttore.
- Bernard Rhodes – manager del gruppo. Soprannominato "Bernie"; è stato il manager del gruppo dal 1976 all'ottobre del 1978, poi venne riassunto nel febbraio del 1981 e fu manager del gruppo fino allo scioglimento. Non ebbe mai ottimi rapporti con i Clash, soprattutto con Mick Jones, rapporti che contribuirono in maniera notevole alla disintegrazione del gruppo. È accreditato come coautore, insieme a Joe Strummer, di ogni brano dell'album Cut the Crap, dove è anche accreditato come produttore.
- Bill Price – tecnico del suono. È la persona che collaborò maggiormente in studio di registrazione con il gruppo. Bill Price ha registrato gli album London Calling e Sandinista![161], e ha prodotto l'EP The Cost of Living.
- Johnny Green – assistente del gruppo.
- Sandy Pearlman – produttore discografico. È stato il produttore del secondo album dei Clash, Give 'Em Enough Rope, nel 1978.
- Guy Stevens – produttore discografico. È stato il produttore del terzo album del gruppo, London Calling.
- Mickey Gallagher – tastiera. Collaborò con i Clash agli album London Calling e Sandinista!, lo strumento che suonò principalmente fu l'organo Hammond.
- Pennie Smith – fotografa. Ha scattato la celebre foto in copertina dell'album London Calling.
- Mikey Dread – musicista giamaicano. Musicista reggae e dub, collaborò con il gruppo nel singolo Bankrobber, del 1979; e in Sandinista!, dove introdusse innumerevoli effetti sonori, è coautore, insieme ai Clash, di tre brani dello stesso album.
- Ellen Foley – voce. Canta in Hitsville UK, brano contenuto in Sandinista!; e fa i cori in Car Jamming, contenuto in Combat Rock.
- Gary Barnacle – sassofonista. Suona in Sandinista!, e in Combat Rock nel brano Sean Flynn.
- Tymon Dogg – violinista. Suona il violino in Sandinista!, dove è anche autore di un brano, Lose this Skin.
- Norman Watt-Roy – basso. Suona in The Magnificent Seven e nell'album Cut the Crap.
- Kosmo Vinyl – assistente del gruppo.
- Futura 2000 – graffitaro e illustratore. Canta in Overpowered by Funk. Ha realizzato la copertina del singolo This is Radio Clash.

## Discografia

### Album in studio
- 1977 – The Clash
- 1978 – Give 'Em Enough Rope
- 1979 – The Clash (U.S.)
- 1979 – London Calling
- 1980 – Sandinista!
- 1982 – Combat Rock
- 1985 – Cut the Crap

## Videografia

### DVD - Videocassette
- 1980 – Rude Boy
- 1986 – This Is Video Clash
- 1999 – Westway to the World
- 2003 – The Essential Clash
- 2007 – Up Close & Personal
- 2007 – Il futuro non è scritto - Joe Strummer
- 2008 – Revolution Rock

## Tournée
- 1976 – Anarchy Tour (dicembre, Inghilterra, in supporto ai Sex Pistols)
- 1977 – White Riot Tour (maggio, Inghilterra)
- 1977 – Get out of Control Tour (ottobre-dicembre, Regno Unito)
- 1978 – On Parole Tour (giugno-luglio, Regno Unito)
- 1978 – Sort It Out Tour (ottobre-dicembre, Regno Unito, Europa)
- 1979 – Pearl Harbour Tour (gennaio-febbraio, Stati Uniti, Canada)
- 1979 – The Clash Take the Fifth Tour (settembre-ottobre, Stati Uniti, Canada)

- 1980 – 16 Tons Tour (gennaio-giugno, Regno Unito, Stati Uniti, Europa)
- 1981 – Impossible Mission Tour (aprile-maggio, Europa)
- 1981 – Radio Clash (ottobre, Regno Unito)
- 1982 – Far East Tour (gennaio-febbraio, Giappone, Nuova Zelanda, Australia, Cina)
- 1982 – Casbah Club Tour (maggio-agosto, Stati Uniti, Canada, Regno Unito)
- 1982 – Combat Rock Tour (agosto-ottobre, Stati Uniti)
- 1984 – Out of Control Tour